# Aegophagamyia aurea
Aegophagamyia aurea är en tvåvingeart som beskrevs av H. Oldroyd 1957. Aegophagamyia aurea ingår i släktet Aegophagamyia och familjen bromsar.
Artens utbredningsområde är Madagaskar. Inga underarter finns listade i Catalogue of Life.